# Erlenbrunn
Erlenbrunn est un stadtteil de la ville allemande de Pirmasens en Rhénanie-Palatinat.

## Histoire
Ancienne commune indépendante de la Moselle cédée à la Prusse en 1815.

## Lieux et monuments

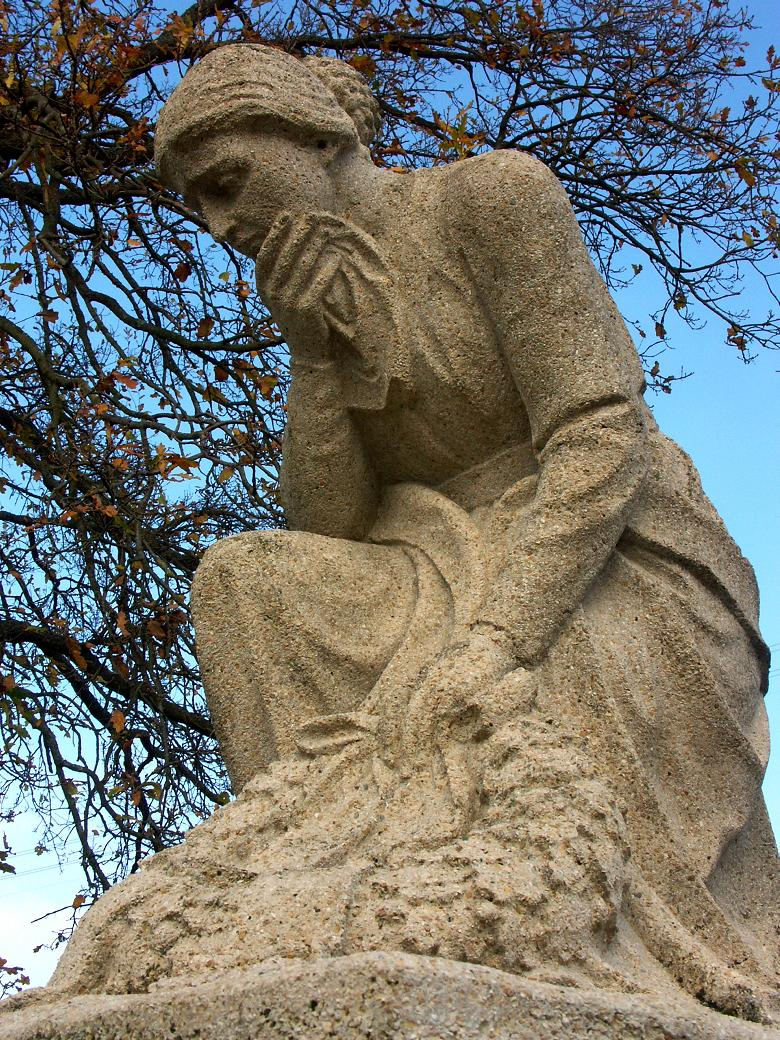